# Iberisk varfågel
Iberisk varfågel (Lanius meridionalis) är en fågel i familjen törnskator med mycket omstridd taxonomi.

## Utbredning och systematik
Iberisk varfågel tillhör artkomplexet centrerat kring varfågeln som varit och fortfarande är omstritt vad gäller artgränser. Tidigare behandlades varfågeln som en vida spridd art i både Europa, Asien, Nordafrika och Nordamerika. Efter studier som visade att populationerna i norr och syd inte hybridiserar där de möts samt att de även föredrar olika typer av habitat delades varfågeln in i två arter: den nordliga varfågeln (L. excubitor) med utbredning i norra Europa, norra Asien och norra Nordamerika, samt ökenvarfågel (L. meridionalis) (även kallad sydlig varfågel), på Iberiska halvön, i Nordafrika och i sydligare delar av Asien. 
Senare DNA-studier visade dock att både varfågelns och ökenvarfågelns olika populationer inte är varandras närmaste släktingar. Östasiatiska och nordamerikanska varfåglar, liksom den på Iberiska halvön förekommande nominatformen av ökenvarfågel, meridionalis, står istället nära amerikansk törnskata (L. ludovicianus). Birdlife Sveriges taxonomikommitté tolkar dessa studier så att komplexet varfågel-ökenvarfågel delas upp i följande arter:
- Iberisk varfågel (L. meridionalis) på Iberiska halvön
- Beringvarfågel (L. sibiricus) i östra Asien och norra Nordamerika
- Varfågel (L. excubitor) i begränsad mening med utbredning i Europa och norra västra Asien
- Ökenvarfågel (L. elegans) i Nordafrika och delar av Asien

De flesta internationella auktoriteter inkluderar dock ökenvarfågeln i begränsad mening i varfågeln i väntan på fler studier.

Iberiska varfågelns utbredningsområde i södra Frankrike, Spanien och Portugal.

## Utseende och läten
Iberisk varfågel är med kroppslängden 23–25 cm jämnstor med varfågeln, möjligen med något större huvud, mindre näbb och smalare stjärt. Dräkten är liksom alla andra medlemmar i komplexet snarlik, med svartvita vingar och stjärt, grå ovansida, svart ögonmask och ljus undersida. Hos iberisk varfågel är dock ovansidan mycket mörkare grå och på undersidan syns gråskär anstrykning på bröst och buk. Ovanför den svarta ögonmasken syns ett tydligt böjt vitt ögonbrynsstreck som ofta sträcker sig över näbbroten. På vingarna syns att den alltid saknar vitt på armen. Både sång och lockläten verkar lika varfågeln, men ingen jämförande analys har gjorts.

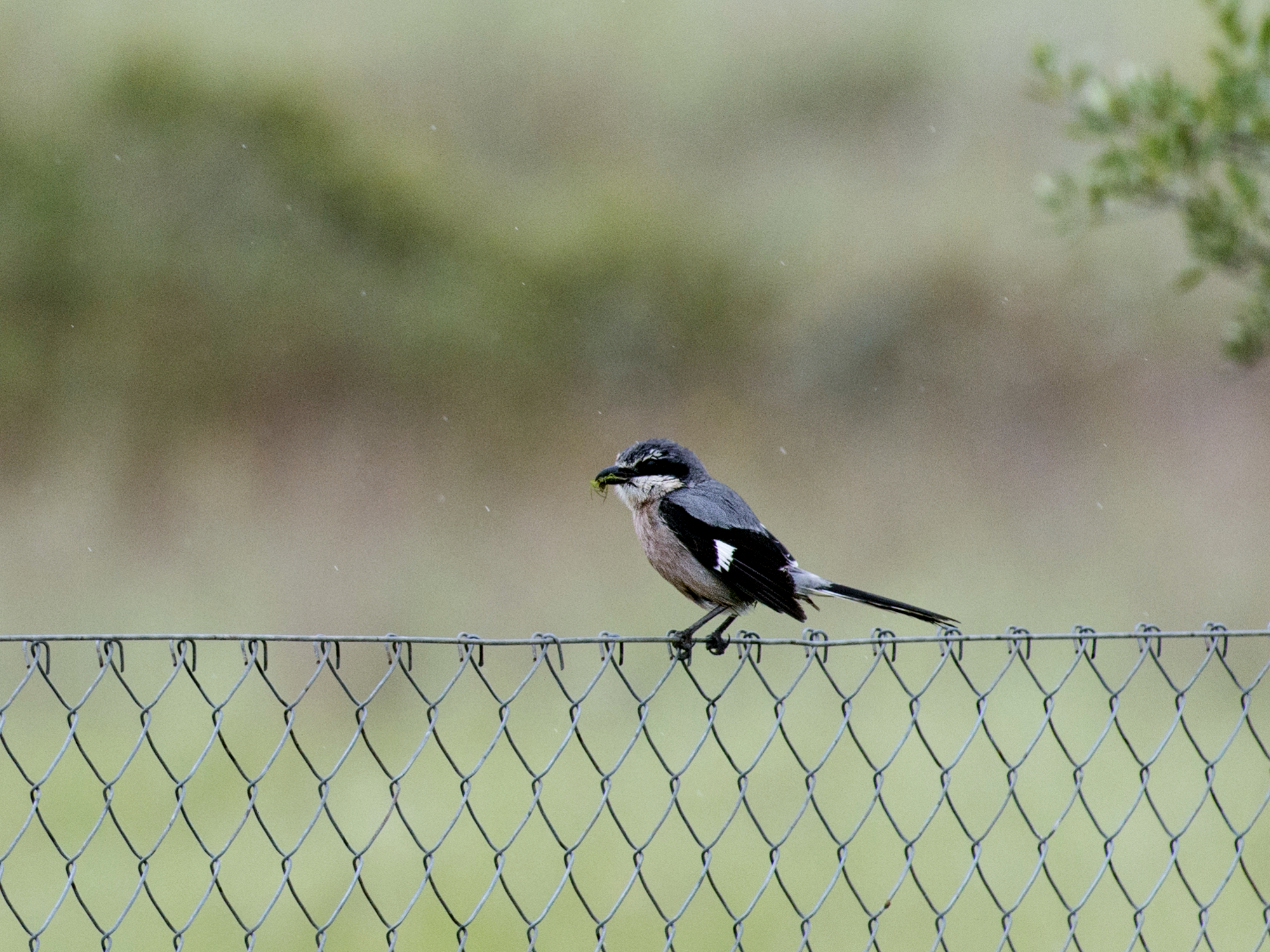

## Ekologi
Iberisk varfågel häckar i kargt och öppet landskap med spridda träd och buskar, på stenig mark eller kalkstenshedar. Den är huvudsakligen stannfågel. Födan består av insekter och små kräldjur. Likt andra varfåglar lägger den ofta upp förråd genom att spetsa sina byten på törnetaggar eller kvistar. 

## Status och hot
Iberisk varfågel minskar relativt kraftigt i antal till följd av mer intensivt jordbruk, ökad användning av besprutningsmedel samt minskat bete, vilket lett till igenväxning. Internationella naturvårdsunionen IUCN anser den vara hotad och placerar den i kategorin sårbar (VU). 2015 uppskattades den europeiska tillika globala populationen till mellan cirka 372.000 och 656.000 par.